# Economic order quantity
Economic order quantity (EOQ), também conhecida como quantidade económica de encomenda, é um modelo de gestão de stocks que envolve, de cada vez que uma nova encomenda tem lugar, a aquisição de uma quantia fixa de produto.
O montante exacto do produto a ser encomendado depende da relevância do inventário transportado, das características de custo e procura dos produtos, assim como dos custos envolvidos de uma nova encomenda (Coyle et al., 2002, p. 227).
É um modelo clássico, que foi apresentado como resultado do seu trabalho na Westinghouse Corporation, por Ford Harris, em 1913. Este modelo ficou também conhecido, graças ao consultor que o implementou em diversas empresas, como lote de Wilson (Garcia et al., 2006, p. 22).
Relativamente à quantidade económica de encomenda, usualmente as empresas chamam a esta abordagem o sistema dos dois caixotes. Quando o primeiro caixote está vazio, é feita uma encomenda. A quantidade de inventário que a empresa necessita, até a nova encomenda chegar é representada pela quantidade de stock no segundo caixote. 
Ambas as noções implicam, que uma empresa irá produzir stock ou voltar a encomendar quando a quantidade de inventário em mão diminuir para um nível predeterminado (Coyle et al., 2002, p. 227).
Novamente, a quantidade encomendada depende da procura e do custo do produto, juntamente com os custos de uma nova encomenda e de posse de inventário.
O nível de encomenda de stock (número de unidades), depende do tempo que demora para obter essa nova encomenda e da procura desse produto ou da taxa de vendas do mesmo durante esse período de tempo, tais como, quantas unidades a empresa vende por dia ou por semana (Coyle et al., 2002, p. 227).
As empresas usando este modelo, necessitam, de modo a determinar quando voltar a encomendar uma quantidade fixa, de desenvolver um nível mínimo de stock. Isto é usualmente chamado de ponto de encomenda. 
Quando o número de itens do inventário atinge o nível predeterminado, a quantidade fixa de encomenda (também conhecida como quantidade económica de encomenda, ou EOQ) é como que espontaneamente encomendada (Coyle et al., 2002, p. 227).

## Pressupostos do modelo EOQ simples
De seguida estão os principais pressupostos do modelo EOQ simples (Coyle et al., 2002, p. 228):
- Um preço constante ou um custo que é independente da quantidade de encomenda;
- Um tempo de aprovisionamento constante e conhecido;
- Uma continua, constante e conhecida taxa de procura;
- A satisfação de toda a procura;
- Não limitar a disponibilidade de capital;
- Nenhum inventário em trânsito;
- Um horizonte infinito de planeamento;
- Um item do inventário ou nenhuma interacção entre os itens;

O primeiro pressuposto, diz-nos que os preços são relativamente estáveis, falando-nos ainda a respeito de custos constantes, que essencialmente significa que a empresa não oferece qualquer desconto de preço de volume (Coyle et al., 2002, p. 229).
Os três pressupostos seguintes estão extremamente relacionados entre si e, de um forma simples, indicam-nos que existem condições de certeza. A procura é conhecida em cada período de tempo relevante (diariamente, semanalmente ou mensalmente), e ao longo do tempo a sua taxa de utilização é linear.
Há quem sinta que os pressupostos de certeza anteriores, fazem o modelo EOQ básico demasiado simplista, tornando consequentemente as decisões não muito precisas.
Em certas ocasiões, embora isso possa acontecer, diversas razões importantes justificam a utilização do modelo simples (Coyle et al., 2002, p. 229).
Em primeiro lugar, as empresas só descobrem a necessidade e a conveniência do modelo EOQ simples, quando começam a desenvolver modelos de inventário frequentemente, devido a uma quantidade limitada de dados disponível.
Em segundo lugar em certos ramos de negócio, a variação que existe da procura é tão reduzida, que fazer o modelo mais complexo é demasiado dispendioso para a precisão extra que se alcança. Algumas empresas com dados simples, envolvem-se em modelos mais complexos e sofisticados, e os resultados finais obtidos não são provavelmente mais precisos do que os que se iriam obter se tivessem usado o modelo simples.
Por último, os resultados do modelo EOQ simples são um pouco insensível às mudanças nas variáveis de entrada (Inputs). Isto significa que, certas variáveis como o custo de encomenda, os custos de posse e a procura, podem mudar sem afectar significativamente o valor calculado da quantidade económica de encomenda (Coyle et al., 2002, p. 229).
A disponibilidade de capital, o quinto pressuposto pode ter alguma relevância, mas é uma decisão que, por vezes, não é feita dentro da área logística.
O pressuposto seguinte, em que não existe inventário em trânsito, significa, que a empresa adquir produtos com um preço de entrega base (o preço de compra inclui a entrega), e vende-os no ponto de expedição, em que a entidade que  compra esses produtos paga todas as tarifas envolvidas no transporte (FOB).
Deste modo o título de propriedade das mercadorias não muda até que o comprador as receba. O título de propriedade muda quando as mercadorias deixam o ponto de expedição ou a fábrica.
Sendo assim, de acordo com estes pressupostos a empresa não tem qualquer responsabilidade pelas mercadorias em trânsito (Coyle et al., 2002, p. 229).

## Importância do modelo EOQ
A importância do modelo EOQ , deve-se ao facto de o mesmo permitir resolver um dos maiores problemas da gestão de stocks, isto é, o problema da quantidade de encomenda, respondendo à questão: “que quantidade de inventário deve ser encomendado num determinado ponto de tempo?” (Tulsian, 2007, p. 2.10).

## Custos associados ao modelo EOQ
O modelo EOQ simples considera apenas dois tipos básicos de custos: custos de encomenda e custos financeiros de posse.

### Custos de encomenda
O termo Custos de encomenda refere-se as despesas efectuadas para a aquisição de entradas (inputs). Essas despesas incluem (Tulsian, 2007, p. 2.10):
- custo de colocação de uma encomenda;
- custo de transporte;
- custo de inspeccionar mercadorias;
- custo de receber mercadorias.

### Custos de posse
O termo custos de posse  refere-se as despesas efectuadas para manter um dado nível de inventário. Essas despesas incluem (Tulsian, 2007, p. 2.10):
- Custo do seguro;
- Custo com o pessoal;
- Custo do local de armazenamento;
- Custo de obsolescência ou deterioração;
- Custo de manuseamento dos materiais.

O modelo simples analisa situações de conflito (Trade-off) entre estes dois custos (Coyle et al., 2002, p. 229).
Se o modelo tiver em conta exclusivamente os custos de encomenda, encomendas grandes iriam diminuir os custos totais de encomenda.
Se o modelo incidir a sua atenção unicamente nos custos de posse, que varia directamente com o aumento da dimensão do lote, a quantidade de encomenda seria tão pequena quanto possível (Coyle et al., 2002, p. 229).

## Como determinar a quantidade económica de encomenda?
De modo a determinar o EOQ pode ser utilizado um dos seguintes três métodos (Tulsian, 2007, p. 2.10):
- Método tabular;
- Método gráfico;
- Método da fórmulas.

### Método tabular
Os custos de posse e de encomenda são [computador|computadorizados] para diferentes tamanhos de encomenda, e desses tamanhos de encomenda, o que verificar um menor [custo] total de inventário é o EOQ .

### Método gráfico
Após alcançar um Trade-off entre os custos de posse e os custos de encomenda, é determinada a quantidade óptima de inventário que deve ser encomendada em um determinado ponto de tempo.
Procedimento prático envolvido a seguir, na determinação do EOQ de acordo com o método gráfico:
- Colocar os custos no eixo dos YY e o tamanho da encomenda no eixo dos XX;
- Desenhar a linha dos custos de posse indo para cima, indicando os aumentos desses mesmo custos e as descidas do tamanho da encomenda;
- Desenhar a linha do custo de encomenda inclinada para baixo, indicando as descidas do custo de encomenda assim como as subidas do tamanho da encomenda;
- Desenhar a linha do custo total, que primeiro está inclinada para baixo e depois vai para cima, após um certo ponto mínimo;
- Localizar o ponto em que ambas, a linha dos custos de posse e a linha do custo de encomenda, se intersectam uma a outra, e desenhar uma linha perpendicular a partir desse ponto até ao eixo dos XX;
- Localizar o ponto em que a perpendicular toca o eixo dos XX. Esse ponto dá-nos a quantidade económica de encomenda;
- Localizar o ponto em que a perpendicular (quando estendida para cima) intersecta a linha do custo total. Este ponto dá-nos o custo mínimo total na quantidade económica de encomenda.

Notas:
- O custo de encomenda e o custo de posse são iguais no ponto EOQ.
- No ponto EOQ o custo total anual de encomendar e de posse é mínimo.

### Método das fórmulas
Com o auxílio de diveras formulas, o EOQ pode ser calculado.

#### Variáveis
- {\displaystyle \mathbf {C} } = custo por unidade (UM / unidade);
{\displaystyle \mathbf {D} } = procura anual do produto (unidades / ano);
{\displaystyle \mathbf {H} } = custo de posse unitário anual por unidade (UM / unidade ano);
{\displaystyle \mathbf {S} } = custo por encomenda (UM);
{\displaystyle \mathbf {Q} } = quantidade encomendada (unidades);
{\displaystyle \mathbf {L} } = tempo de aprovisionamento.

#### Formulação matemática
- Custo total anual (UM / ano) (Machado, 2004):

{\displaystyle CT=DC+{\frac {SD}{Q}}+{\frac {HQ}{2}}}.
- Quantidade económica de encomenda (unidades):

{\displaystyle EOQ=\left({\frac {2DS}{H}}\right)^{1/2}}.
- Número de encomendas anuais:

{\displaystyle N={\frac {D}{EOQ}}}.
- Custo de posse anual (UM / ano):

{\displaystyle {\frac {EOQ\cdot H}{2}}}.
- Custo de encomenda anual (UM / ano):

{\displaystyle {\frac {DS}{EOQ}}}.
com:   {\displaystyle {\frac {EOQ\cdot H}{2}}={\frac {DS}{EOQ}}}.
- Stock médio (unidades):

{\displaystyle {\frac {EOQ}{2}}}
- Ponto de encomenda (unidades):

{\displaystyle ROP=\mathbf {D} \cdot \mathbf {L} }
- Tempo entre encomendas (ano):

{\displaystyle T={\frac {EOQ}{D}}}

## Análise ao gráfico EOQ
Ao observarmos o gráfico EOQ acima, reparamos que a curva do custo total tem a forma de uma hipérbole. Isto indica-nos que quando nos afastamos do valor da quantidade económica de encomenda, embora seja sempre maior, o custo total, aumenta a uma taxa maior quando nos afastamos para quantidades menores do que para quantidades superiores àquele valor (Machado, 2004).
Podendo contribuir para a decisão do gestor dos stocks, esta análise tem algum relevo, quando se tem de desviar da aquisição da EOQ. Se este lote, por exemplo, for tão pequeno que obrigue o fornecedor a fazer um número de entregas em grande número ao longo do ano, tal pode acontecer, o que pode retirar-lhe o interesse dessa venda. Se for do agrado manter esse fornecimento, pode-se adquirir uma quantidade maior do que a quantidade económica de encomenda e avaliar o acréscimo no custo total. Pode-se então, deste modo, tomar a decisão mais conveniente, avaliando esse resultado (Machado, 2004).
O custo total mínimo corresponde à quantidade económica de encomenda ou lote económico, e, o custo de posse anual, nesse ponto, coincide com o custo de encomenda anual (Machado, 2004).

## Limitações do modelo EOQ
O modelo EOQ é feito baseado em algumas suposições, que muitas vezes não são realistas do ponto de vista prático, e tornam-se assim limitações do próprio modelo.
- Os custos de posse e encomenda podem não ser constantes, devido as variações nos custos de vários componentes compreendendo custos. Assim, pode haver desconto para compras de várias unidades, e o EOQ deixa de ser válido nesta situação[1][2];
- A utilização anual esperada pode não ser a mesma como a actual, devido a uma inesperada e não comum procura por inventário, bem como a demanda pode não ser constante ao longo do período [1];
- O tempo de aprovisionamento pode não ser constante [1];
- A taxa de recebimento pode não ser instantânea, isto é, existe um tempo decorrido entre o início e o final do reaprovisionamento [2];
- Não é possível utilizar as fórmulas do EOQ para a compra de mais de um produto [2] .